# Androsace nortonii
Androsace nortonii är en viveväxtart som beskrevs av Frank Ludlow och William Thomas Stearn. Androsace nortonii ingår i släktet grusvivor, och familjen viveväxter. Inga underarter finns listade i Catalogue of Life.